# Ravensburg
Ravensburg er en by i det tidligere kongerige Württemberg, som i dag er en del af delstaten Baden-Württemberg Tyskland.
Byen blev grundlagt cirka år 1000 af Welf 2., og blev i 1803 en del af Bayern og 1810 en del af Württemberg.
Brætspilfirmaet Ravensburger har til huse i denne by.
- Wikimedia Commons har flere filer relateret til Ravensburg